# Larry Junstrom
Larry Junstrom (Pittsburgh, SAD, 22. lipnja 1949. — 6. listopada 2019.) bio je glazbenik i basist.
Jedan je od osnivača sastava Lynyrd Skynyrd, u kojem je svirao do 1972. kad ga je zamijenio Leon Wilkeson. Sastavu .38 Special pridružio se 1979.
Junstrom se 2014. godine povukao iz .38 Speciala zbog ozljede ruke zbog koje je morao na operaciju. Preminuo je 6. listopada 2019. u dobi od 70 godina.

## Vanjske poveznice
- Stranice prve postave sastava Lynyrd Skynyrd  Arhivirana inačica izvorne stranice od 26. siječnja 2021. (Wayback Machine)
- Stranice sastava .38 Special